# St. Martin (Mühlhausen)

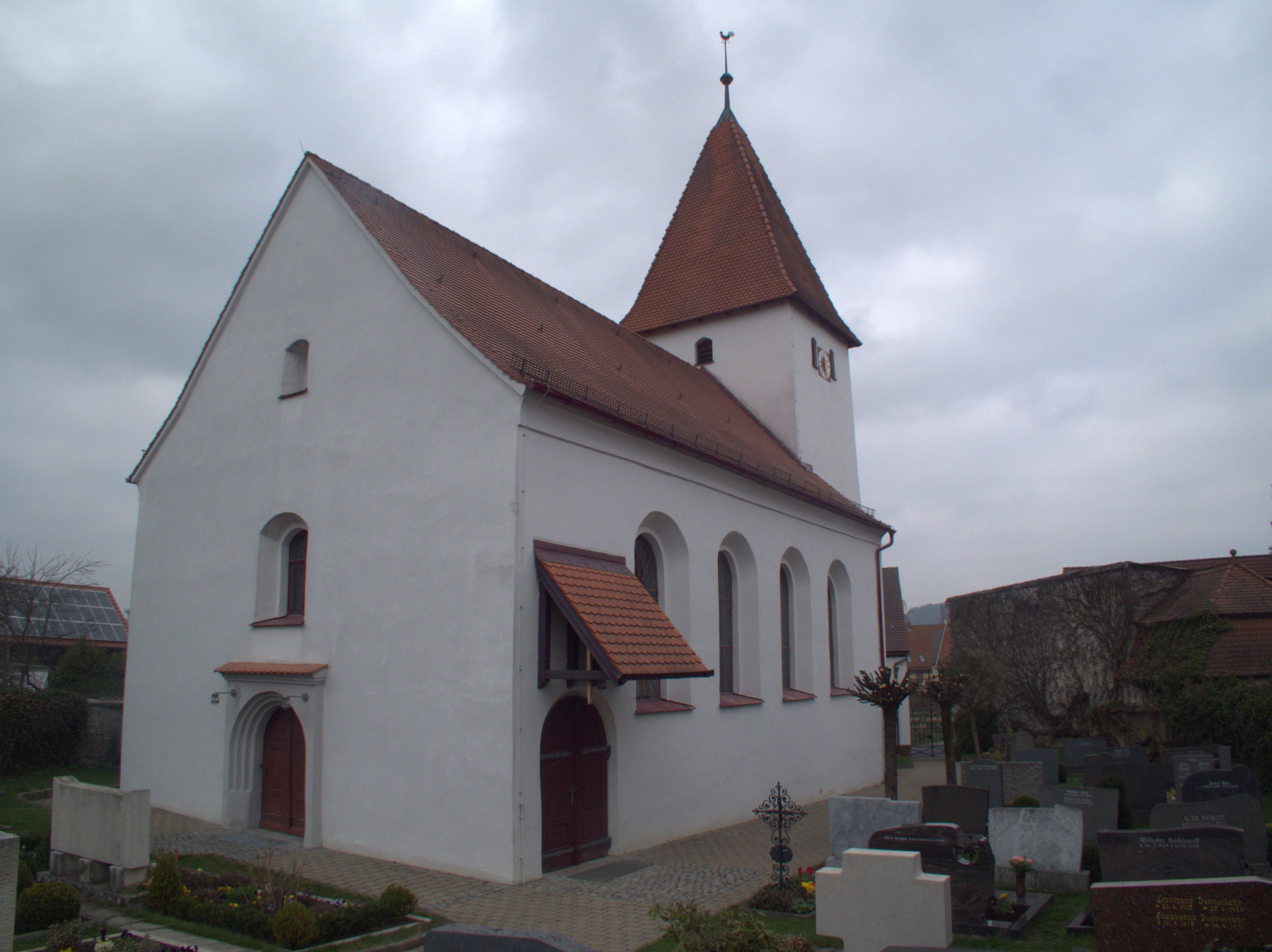
St. Martin (Mühlhausen)

Die evangelisch-lutherische, denkmalgeschützte Filialkirche St. Martin steht in Mühlhausen, einer Gemeinde im Landkreis Neumarkt in der Oberpfalz. Die Kirchengemeinde gehört zum Dekanat Neumarkt in der Oberpfalz im Kirchenkreis Regensburg der Evangelisch-Lutherischen Kirche in Bayern. Das Bauwerk ist unter der Denkmalnummer D-3-73-146-1 als Baudenkmal in die Bayerische Denkmalliste eingetragen.

## Beschreibung
Die gotische Saalkirche wurde im 15. Jahrhundert erbaut und 1712 umgestaltet. Sie besteht aus einem Langhaus, das mit einem Satteldach bedeckt ist, und einem Chorturm auf quadratischem Grundriss im Osten, der mit einem spitzen Pyramidendach bedeckt ist. Das rundbogige Portal befindet sich in der Fassade im Westen.
Der Innenraum des quadratischen Chors, d. h. das Erdgeschoss des Chorturms, ist mit einem Sterngewölbe überspannt, das auf Konsolen ruht. Zur Kirchenausstattung gehört ein Altar von 1685. Auf die Brüstung der Empore wurde 1712 eine Kreuzigungsgruppe gemalt.